# Castell de Melgund

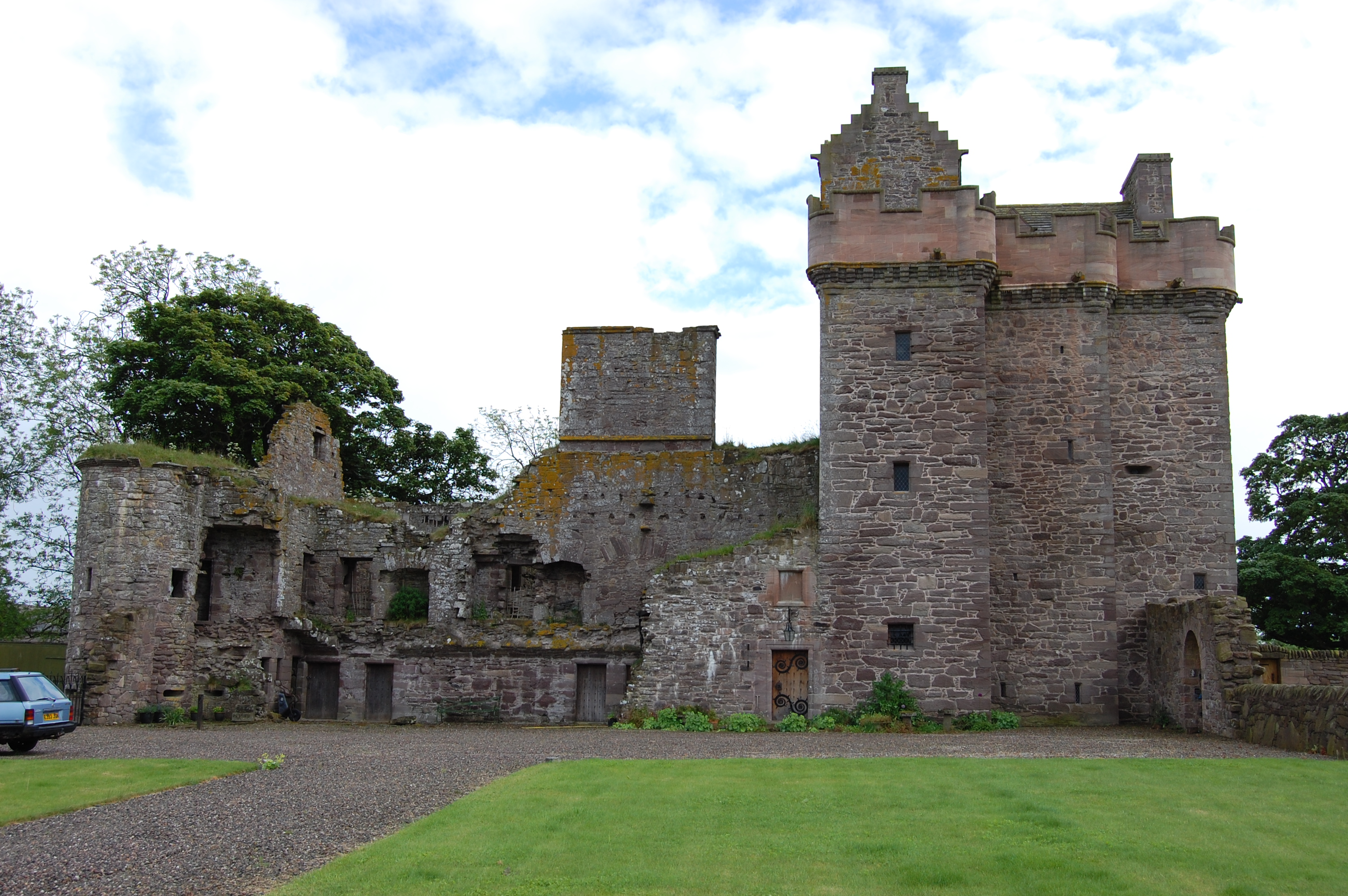
Castell de Melgund l'any 2009. Els merlets van estar restaurats amb maons moderns en lloc de fer-ho amb la pedra original.

El Castell de Melgund (en anglès: Melgund Castle) és una casa restaurada del segle XVI que encara avui dia és usada com a residència privada i que es troba uns 2 km a l'est d'Aberlemno, a Angus, Escòcia, Regne Unit.
El castell va ser construït l'any 1543 pel cardenal David Beaton com a llar per a ell i la seva amant, Margaret Ogilvie. Molt de temps després va passar per matrimoni als comtes de Minto, als quals se'ls va concedir el títol de Vescomtes de Melgund, que al cap de poc temps va ser usat per l'hereu del comtat.
L'edifici té forma de L i probablement va prendre el seu estil de les cases fortificades del segle xv. Entre els anys 1990 i 1996 es van dur a terme recerques arqueològiques. El castell va romandre llarg temps en estat semi-ruïnós i li faltava la teulada, fins que va ser restaurat.